# Comuna de Glogóvia
Glogóvia (em latim: Glogovia; em polonês/polaco: Gmina Głogów) é uma gminy (comuna) na Polónia, na voivodia de Baixa Silésia e no condado de Glogóvia.
De acordo com os censos de 2004, a comuna tem 5334 habitantes, com uma densidade 63,2 hab/km².

## Área
Estende-se por uma área de 84,28 km², incluindo:
- área agricola: 63,0%
- área florestal: 13,0%

## Demografia
Dados de 30 de Junho de 2004:
|                      | Total   | Total | Mulheres | Mulheres | Homens  | Homens |
| -------------------- | ------- | ----- | -------- | -------- | ------- | ------ |
|                      | pessoas | %     | pessoas  | %        | pessoas | %      |
| População            | 5334    | 100   | 2636     |          | 2698    |        |
| Densidade (pop./km²) |         | 100   |          |          |         |        |

De acordo com dados de 2002, o rendimento médio per capita ascendia a 1771,94 zł.

## Comunas vizinhas
- Comuna de Jerzmanowa, Comuna de Kotla, Comuna de Żukowice, Comuna de Grębocice, Comuna de Szlichtyngowa